# William Montagu (1er comte de Salisbury)
Pour les articles homonymes, voir William Montagu.
William Montacute (ou Montagu) (1301-1344), 3e baron Montagu puis 1er comte de Salisbury, fut un noble anglais et un serviteur dévoué du roi Édouard III d'Angleterre, à ce titre contemporain et protagoniste de la mini-série romanesque des Rois maudits. En 1344, il devient roi de l'île de Man.

## Biographie
William est né à Cassington dans l'Oxfordshire, fils aîné de William Montagu (v. 1285-1319), 2e baron Montagu, et d'Elizabeth Montfort. Il hérite du titre de son père en 1319.
Montagu aide Édouard III à repousser l'invasion écossaise de 1327. L'année suivante, il participe à une campagne diplomatique auprès du roi de France et du Pape. En 1330, sur ordre du roi, Montagu et quelques hommes arrêtent Roger Mortimer, 1er comte de March, et, après l'exécution de leur prisonnier, Montagu reçoit une bonne part des domaines confisqués.
Montagu participe aux campagnes d'Écosse les années suivantes et notamment à la bataille de Halidon Hill en 1333. La même année, le roi donne à Montagu le droit de revendiquer l'île de Man.
Il devient comte de Salisbury le 16 mars 1337. En 1338, le nouveau comte rentre d'une longue mission diplomatique, d'abord en France pour déclarer que le roi Édouard revendique la couronne de France, puis en Allemagne, à la rencontre de princes avec lesquels il pourrait s'allier contre la France. Plus tard la même année, il est nommé Maréchal d'Angleterre.
Les deux années suivantes, il commande les forces anglaises en Flandre, jusqu'à sa capture par les Français, près de Lille. il est emprisonné en l'Abbaye du repos de Notre-Dame de Marquette. Il est libéré en 1340 dans le cadre d'un échange de prisonniers et à la condition qu'il n'affronterait plus la France. C'est semble-t-il après son retour en Angleterre qu'il conquiert l'île de Man, que détenaient les Écossais. Il l'emporte et devient roi de Man en 1344.
Lord Salisbury meurt le 30 janvier 1344 des blessures qu'il a reçues lors d'un tournoi à Windsor. Il est enterré au prieuré de Bisham, dans le Berkshire, qu'il a fondé en 1337 près de son manoir de Bisham.

## Famille
Il épouse Catherine Grandison, fille de William Grandison (anglicisation de Grandson), 1er baron Grandison, fils de Pierre, seigneur de Grandson. Selon la légende, Édouard III était amoureux de cette femme et que c'est de sa propre jarretière que vient le nom de l'Ordre de la Jarretière. Cette légende est sujette à caution. En revanche, il semble acquis que cette jarretière eût appartenu à Jeanne Plantagenêt, engagée à son fils. Une histoire affirme aussi que le roi viola la comtesse, mais il s'agit probablement d'une campagne de propagande venue de France.
William et Catherine ont plusieurs enfants :
- Elizabeth Montagu (née vers 1325), mariée à Hugues le Despenser, 1er baron le Despenser, avant le 27 avril 1341.
- William Montagu (1328-1397), 2e comte de Salisbury.
- John Montagu (1330-1390), 1er baron Montagu (en).
- Philippa Montagu (née vers 1332), mariée à Roger Mortimer, 2e comte de March.
- Sibyl Montagu, mariée à Edmond FitzAlan vers 1347.
- Agnes Montagu, fiancée à John Grey, fils de Roger Grey, 1er baron Grey de Ruthyn, le 12 juin 1335.

Son fils William lui succède.